# حسن بیتمز
حسن بیتمز (به ترکی استانبولی: Hasan Bitmez)(۱۵  دسامبر ۱۹۶۹ - ۱۴ دسامبر ۲۰۲۳)، سیاستمدار اهل ترکیه بود. او رئیس سابق امور انتخاباتی حزب سعادت و نماینده سابق دوره ۲۸ حزب سعادت در استانبول بود. او در جریان یک سخنرانی در مجلس در حالی و در لحظه ای که ادعا کرد خدا طرفداران اسرائیل را مورد غضب خود قرار می‌ دهد دچار سکته قلبی شد و پس از انتقال به بیمارستان آنکارا طی دو روز بعد جان باخت.

## سنین جوانی و تحصیل
او در ۱۵ دسامبر ۱۹۶۹ در منطقه آلوکرا گیرسون به دنیا آمد. پس از گذراندن تحصیلات ابتدایی در استانبول، تحصیلات متوسطه خود را در دبیرستان گبزه امام خطیب به پایان رساند. او تحصیلات عالی خود را در دانشکده اصول دین دانشگاه الازهر به پایان رساند.

## مسیر کاری
او مؤسس و رئیس هیئت مدیره انجمن GİLMDER (مؤسس و رئیس هیئت مدیره انجمن فارغ التحصیلان امام خطیب) بود. او همچنین از سال ۱۹۹۹ تا ۲۰۰۴، معاونت کل سازمان ملی جوانان را بر عهده داشت. در سال ۲۰۰۰، مجله «انجمن جوانی» را تأسیس کرد و سردبیر آن بود. از سال ۲۰۰۶ تا ۲۰۱۰، عضو هیئت مدیره فدراسیون بین‌المللی سازمان‌های دانشجویی اسلامی (IIFSO) بود و از سال ۲۰۱۰ تا ۲۰۱۴، رئیس مجلس مشورتی آن بود. از سال ۲۰۰۸ تا ۲۰۱۰، رئیس کل فدراسیون بین‌المللی جوانان (IYFO) بود.

## حضور در سیاست
او کار خود را در سیاست در سازمان منطقه گبزه حزب رفاه آغاز کرد. او در سطوح مختلف در حزب فضیلت و حزب سعادت کار کرد. وی در انتخابات عمومی ترکیه در سال ۲۰۲۳ از کوجاعلی به عنوان نماینده پارلمان انتخاب شد. نایب رئیس امور انتخابات حزب سعادت و بیست و هشتمین رئیس حزب سعادت بود.

## زندگی خصوصی و مرگ
او متأهل و دارای یک فرزند و به زبان‌های عربی و انگلیسی آشنایی داشت. او در تاریخ ۱۲ دسامبر ۲۰۲۳، پس از پایان سخنرانی اسرائیل ستیزانه خود در مجلس و بیان جمله خداوند حامیان اسرائیل را عذاب می کند، بیهوش شد و روی زمین افتاد و به بخش مراقبت‌های ویژه منتقل شد، اما تلاش‌های پزشکان برای احیای او بی‌نتیجه ماند و در ۱۴ دسامبر ۲۰۲۳، در سن ۵۳ سالگی در بیمارستان بیلکنت شهر آنکارا پایتخت ترکیه درگذشت ؛ این در حالی بود که او از بیماری خاصی رنج نمی‌برد و در سن ۵۴سالگی احتمال سکته قلبی بسیار پایین است.